# Alphonse de Callac
Pour les articles homonymes, voir Callac (homonymie).
Alphonse Clément Adolphe Moraud, comte de Callac, né le 17 septembre 1821 à Sixt-sur-Aff et décédé le 11 avril 1893 à Paris, est un haut fonctionnaire et homme politique français. Il est élu sénateur d'Ille-et-Vilaine le 5 janvier 1888.

## Biographie
Alphonse Clément Adolphe Moraud de Callac est le fils de Clément François Moraud, comte de Callac, et de Yolande Thérèse Rosalie de Goulaine.
Il épouse successivement Zoélie Barrault en 1853, Louise Ginguené (petite-fille de Pierre-Louis Ginguené) en 1855, Marie Esther Junilla Leroy-Beaulieu (fille de Pierre Leroy-Beaulieu) en 1857 et Alexandrine de Drée (petite-fille d'Étienne-Gilbert de Drée) en 1864.
Après un doctorat en droit, il entre dans l'administration. L'Empire le nomme préfet de la Nièvre en février 1863, fonction qu'il occupe jusqu'en mai 1868.  Il est par la suite préfet d'Ille-et-Vilaine de 1869 à 1870, puis de l'Eure et du Lot du 4 août 1888 au 24 mai 1889. 
Conseiller général et maire de Sixt-sur-Aff, Alphonse de Callac est élu pour un premier mandat de sénateur le 5 janvier 1888 avec 606 voix (1,153 votants), contre M. Brune, républicain, qui réunit 549 suffrages. 
Membre de la droite, Alphonse de Callac se prononce lors de la dernière session contre le rétablissement du scrutin uninominal (13 février 1889), contre le projet de loi Lisbonne restrictif de la liberté de la presse (18 février), contre la procédure à suivre devant le Sénat pour juger les attentats contre la sûreté de l'État (29 mars, affaire du général Boulanger).
Il meurt de façon subite le 11 avril 1893 à Paris, à l'âge de 72 ans.
Alphonse de Callac est officier de la Légion d'honneur.

## Mandats électoraux
- Maire de Sixt-sur-Aff de 1871 à 1893.
- Conseiller général d'Ille-et-Vilaine (Canton de Pipriac).
- Sénateur d'Ille-et-Vilaine de 1888 à 1893.

## Sources
- « Alphonse de Callac », dans Adolphe Robert et Gaston Cougny, Dictionnaire des parlementaires français, Edgar Bourloton, 1889-1891 [détail de l’édition]
- « Alphonse de Callac », dans le Dictionnaire des parlementaires français (1889-1940), sous la direction de Jean Jolly, PUF, 1960 [détail de l’édition]
- Généalogie des familles Guinguené de Callac, Le Beschu de la Raslais, de Couessin, Bes de Berc par Charles GISBERT de CALLAC, 1998